# Koninkrijk Abemama
Het koninkrijk Abemama of Apemama was van 1795 tot 1892 een koninkrijk in de Grote Oceaan.

## Geschiedenis
In de 17de eeuw werden de Gilberteilanden waaronder ook Abemama ontdekt door de Europeanen. Thomas Gilbert (naar wie de eilanden zijn vernoemd) ging naar de eilanden in 1788. Rond 1800 vestigden slavenhandelaren zich op Abemama en de omliggende eilanden.
Oorspronkelijk bestond het koninkrijk enkel uit het atol Abemama, dat behoort tot de Gilberteilanden van Kiribati. In de jaren 1840 veroverde Karotu, de uea (koning) van Abemama Kuria (de eilanden Buariki en Oneeke) en ook het atol Aranuka.
In 1892 werd het koninkrijk opgeheven en onderdeel van de Britse West-Pacifische Territoria. In de Tweede Wereldoorlog werd Abemama op 10 december 1941 bezet door de Japanners. In 1943 verloren de Japanners de slag om Tarawa en werden Abemama en de eilanden bevrijd. Later in de jaren 80 en 90 behoorden sommige eilanden tot de staat Tuvalu; anderen (waaronder Abemama) gingen op in Kiribati.